# Josep Maria Franquès Martí
Josep Maria Franquès Martí   (Constantí, 9 de maig de 1958 - c. 30 de setembre de 2023) va ser un polític català. Va ser regidor de Constantí des del 2007 i del 2013 al 2015 va ser alcalde del municipi, tal com preveia el pacte entre Convergència i Unió, Esquerra Republicana i Iniciativa per Catalunya. Des de 2016 va formar part de l'Assemblea Comarcal del Tarragonès del Partit Demòcrata Europeu Català al qual es va associar des de la seva fundació el 2016.
Va cursar estudis d'enginyeria tècnica a l'Antiga Universitat Laboral i la seva trajectòria professional va estar vinculada al complex petroquímic de Tarragona.
Va traspassar el cap de setmana del 30 de setembre del 2023, a seixanta-cinc anys. Com a commemoració, l'ajuntament va decretar dol al municipi.